# Carteriospongia mystica
Carteriospongia mystica är en svampdjursart som beskrevs av Hyatt 1877. Carteriospongia mystica ingår i släktet Carteriospongia och familjen Thorectidae.
Artens utbredningsområde är havet kring Australien. Inga underarter finns listade i Catalogue of Life.